# دریاچه دورنی
دریاچه دورنی (به انگلیسی: Dorney Lake) (همچنین شناخته شده با نام مرکز قایقرانی کالج ایتون یا ایتون دورنی) یک دریاچه ساخته شده مخصوص مسابقات روئینگ در کشور انگلستان است.
این دریاچه در نزدیکی روستای دورنی در شهرستان باکینگهامشایر با مبلغ ۱۷ میلیون پوند توسط کالج ایتون ساخته شده. دریاچه دورنی در سال ۲۰۰۶ ساخت آن پس از ده سال به پایان رسیده است.
مسابقات قایقرانی کانو و روئینگ بازی‌های المپیک تابستانی ۲۰۱۲ و کانو پارالمپیک تابستانی ۲۰۱۲ در این دریاچه برگزار خواهد شد. برای مسابقات المپیک جایگاهی با ظرفیت ۲۰٬۰۰۰ ایجاد شده است.